# Tarantolati di Tricarico
I Tarantolati di Tricarico sono un gruppo di musica popolare lucano.

## Storia
Il gruppo viene fondato nel 1975 da Antonio Infantino, iniziando ad esibirsi nel locale romano Folk Studio, diretto da Giancarlo Cesaroni. Nei testi, in dialetto lucano, si trova il cuore della tradizione di Tricarico, i tamburi e l'acquasantiera e il fiasco di vino. Celebrazioni laiche e pagane sotto il ritmo del tamburo, portano avanti la denuncia contro la povertà e le ingiustizie quotidiane ai danni del popolo contadino.
Nell'arco della loro carriera, hanno partecipato a festival nazionali ed internazionali come il premio De Andrè a Roma, il Rock Against Racism a Bruxelles nel 1978, il Womex tenutosi a Copenaghen e le tappe del Jova Beach Party organizzate a Praia a Mare e Policoro nel 2019. Altre esibizioni si son tenute in Brasile con la scuola di samba di Rio, Uruguay con Beth Carvalho, Russia, Stati Uniti e Romania.
Alcuni brani dei Tarantolati di Tricarico fanno parte della colonna sonora del film Le rose del deserto di Mario Monicelli e dello spettacolo multimediale Magna Grecia. Il mito delle origini di Emir Kusturica. Un inno per Matera capitale europea della cultura 2019 è stato composto su testo del poeta materano Roberto Linzalone e presentato all'Expo di Milano nel 2015.
Il gruppo è anche un'associazione culturale, I Tarantolati del Gruppo di Tricarico ONLUS, nata nel 1999.

## Componenti

### Fondatori storici in attività
- Franco Ferri - surdo e voce
- Rocco Paradiso - cupa cupa e voce
- Marcello Semisa - percussioni
- Pino Molinari - percussioni

### Collaboratori
- Maria Anna Nolè - cori e danza
- Gianluca Sanza - basso e voce
- Viviana Fatigante - voce
- Enzo Granella - voce e chitarra
- Giorgio Pavan - mandoloncello e chitarre
- Pierluigi Delle Noci - Batteria

## Discografia

### Antonio Infantino ed il Gruppo di Tricarico
- 1975 - I Tarantolati (Folkstudio)
- 1976 - La Morte Bianca - Tarantata dell'Italsider (Folkstudio)

### Antonio Infantino e i Tarantolati di Tricarico
- 1978 - Follie del Divino Spirito Santo (Fonit Cetra)
- 1996 - Tarantella Tarantata (Amiata Records)

### Tarantolati di Tricarico
- 2000 - Andamenare (Look Studio / CNI)
- 2006 - U Squatasce (Look Studio / CNI)
- 2008 - Abballam (Look Studio / CNI)
- 2015 - Sciam Sciam - Quaranta di Taranta (Icompany)
- 2016 - Terra che trema (Look Studio / CNI)